# Ephutomma montarcense
Ephutomma montarcense is een vliesvleugelig insect uit de familie van de mierwespen (Mutillidae). De wetenschappelijke naam van de soort is voor het eerst geldig gepubliceerd in 1944 door Mercet in Giner.